# Rainerův ostrov
Rainerův ostrov (rusky Остров Райнера) je arktický ostrov v souostroví Země Františka Josefa v Severním ledovém oceánu. Nachází se na severovýchodě centrální části souostroví zvané Zichyho země. Od většího ostrova Karla Alexandra je oddělen 2,5 km širokým průlivem. Má okrouhlý tvar s průměrem přibližně 14 km, rozlohu 140 km² a nejvyšší vrchol s nadmořskou výškou 284 m. Většina povrchu je pokryta ledovcem. Pojmenován byl rakousko-uherskou severopolární expedicí po rakouském arcivévodovi a ministerském předsedovi Raineru Ferdinandovi Habsbursko-Lotrinském.

## Sousední malé ostrovy
- V severní části průlivu mezi Rainerovým ostrovem a ostrovem Karla Alexandra se nachází skupina drobných ostrovů zvaná Lesgaftovy útesy (рифы Лесгафта) po ruském učiteli a vědci Petru Lesgaftovi.
- V těsné blízkosti severovýchodního pobřeží Rainerova ostrova leží malý Ivanovův ostrov dlouhý pouhých 600 m.